# Son (jedinica)
Son (lat. sonus: zvuk) je mjerna jedinica glasnoće, definiran normiranim odnosom glasnoće N u sonima i razine glasnoće L u fonima (ph) za dva uporišta pri frekvenciji f = 1 kHz. 1 son za L = 40 ph i 10–3 sona za L = 0 ph. Ukupna glasnoća više zvučnih izvora različitih frekvencija zbroj je glasnoća pojedinih izvora.

## Osjet zvuka ili osjetljivost uha
Slušni osjet jakosti zvuka osniva se na fiziološkom djelovanju, to jest na podraživanju slušnih živaca. Zato je potrebno utvrditi kako taj slušni osjet ovisi o jakosti zvuka, odnosno o zvučnom tlaku. Ispitivanje je pokazalo da je za svaki čist ton potreban neki minimalni zvučni tlak da bi ga uho moglo čuti. Taj minimalni tlak kod kojeg se još određeni ton čuje zove se prag ili granica čujnosti. No zvučni tlak može biti opet tako velik da prouzrokuje bol u ušima pa se zato zove granica bola. Granica čujnosti i granica bola ovisne su o frekvenciji, to jest kod različitih frekvencija one su različite. Osjetljivost uha je najveća kod frekvencije oko 2 700 Hz. Ljudsko uho osjeća zvukom izazvanu promjenu tlaka zraka (akustički tlak). Za zvučni val frekvencije 1 kHz i jakosti koja odgovara pragu čujnosti (I0 = 10–12 W/m²), amplituda pomaka čestice iznosi oko 10–11 m, dok je amplituda akustičkoga tlaka oko 2 · 10–5 Pa. Za zvuk na granici bola pomak je čestice 10–5 m, a akustički tlak 30 Pa.

### Glasnoća
Glasnoća je subjektivna veličina kojom se opisuje fiziološki osjet zvuka. Osim o jakosti zvuka, glasnoća ovisi o osjetljivosti uha za određenu frekvenciju. Glasnoća se izražava brojčanom jedinicom son, a razina glasnoće brojčanom jedinicom fon.
Kao mjera za fiziološko djelovanje izvora zvuka na uho služi jakost glasa. Jakost glasa ovisi o jakosti zvuka, odnosno o zvučnom tlaku i s ovim se ne smije zamijeniti. Jakost glasa ili glasnoća je fiziološki, a jakost zvuka fizikalni pojam. Tako na primjer jakost glasa 10 motornih vozila nije 10 puta veća od jakosti glasa jednog vozila. Jedinica za jakost glasa je fon. Jakost zvuka od 2,5 ∙ 10-12 W/m2 odgovara jakosti glasa od nula fona. 
Glasnoća zvuka jest osjet jakosti zvuka u ljudskom uhu. Ovisi o jakosti i frekvenciji zvuka. Razina glasnoće izražena u fonima jest, dogovorno, jednaka razini jakosti u decibelima za zvuk frekvencije 1 000 Hz u cijelom području od granice čujnosti do granice bola. Primjeri razine glasnoće različitih složenih zvukova dani su u sljedećoj tablici:
| Vrsta zvuka          | Razina glasnoće (fon) |
| -------------------- | --------------------- |
| prag osjeta          | 0                     |
| šaptanje             | 20                    |
| tiha glazba          | 40                    |
| bučan govor          | 60                    |
| prometna ulica       | 80                    |
| prolazak brzog vlaka | 100                   |
| motor zrakoplova     | 120                   |
| prag bola            | 130                   |

## Primjeri zvučnog tlaka, razine jakosti zvuka i glasnoće u sonima
| Izvor zvuka                                    | Zvučni tlak       | Razina jakosti zvuka | Glasnoća       |
|                                                | paskal            | dB (20 µPa)          | son            |
| ---------------------------------------------- | ----------------- | -------------------- | -------------- |
| granica bola                                   | 100               | 134                  | ~ 676          |
| oštećenje sluha kod kratkotrajnog djelovanja   | 20                | oko 120              | ~ 256          |
| mlazni motor, 100 metara udaljen               | 6 ... 200         | 110 ... 140          | ~ 128 ... 1024 |
| pneumatski čekić, 1 metar udaljen / noćni klub | 2                 | oko 100              | ~ 64           |
| oštećenje sluha kod dugotrajnog djelovanja     | 6×10−1            | oko 90               | ~ 32           |
| prometna cesta, 10 metara udaljena             | 2×10−1 ... 6×10−1 | 80 ... 90            | ~ 16 ... 32    |
| putničko vozilo, 10 metara udaljeno            | 2×10−2 ... 2×10−1 | 60 ... 80            | ~ 4 ... 16     |
| televizija kod kuće, 1 metar udaljen           | 2×10−2            | ca. 60               | ~ 4            |
| normalni govor, 1 metar udaljen                | 2×10−3 ... 2×10−2 | 40 ... 60            | ~ 1 ... 4      |
| vrlo tiha soba                                 | 2×10−4 ... 6×10−4 | 20 ... 30            | ~ 0,15 ... 0,4 |
| tiho disanje                                   | 6×10−5            | 10                   | ~ 0,02         |
| prag čujnosti kod 1 kHz                        | 2×10−5            | 0                    | 0              |
| son | 1  | 2  | 4  | 8  | 16 | 32 | 64  | 128 | 256 | 512 | 1024 |
| fon | 40 | 50 | 60 | 70 | 80 | 90 | 100 | 110 | 120 | 130 | 140  |